# Henrik VII. Nemški
Henrik (VII.) iz dinastije Hohenstaufen je bil od leta 1212 do 1217 kralj Sicilije, od leta 1220 do 1235 kralj Nemčije (uradno Rex Romanorum, kralj Rimljanov) In sovladar svojega očeta,  cesarja Friderika II., * 1211, Sicilsko kraljestvo – 12. februar (?) 1242, Cosenza, Sicilsko kraljestvo.
Bil je sedmi Henrik na nemškem prestolu. Da bi se ne zamenjaval s cesarjem Henrikom VII. Luksemburškim, se običajno številči kot Henrik (VII).

## Pod materinim skrbništvom
Henrik je bil rojen na Siciliji kot edini sin kralja Friderika II. in njegove prve žene Konstance Aragonske. Imel je mlajšga brata Konrada ki ga je nasledil kot kralj.
Medtem ko si je Friderik II. prizadeval, da bi bil izvoljen za nemškega kralja proti svojemu welfskemu tekmecu Otonu IV., je dal papežu Inocencu III. marca 1212 svojega novorojenega sina Henrika okronati za kralja Sicilije kot Henrika II., ker sporazum med Friderikom in papežem ni dopuščal, da bi se kraljevini Nemčija in Sicilija združili pod enim vladarjem. Regentstvo Kraljevine Sicilije je pripadlo Henrikovi materi Konstanci Aragonski. 
Po papeževi smrti leta 1216 je Friderik svojega sina poklical v Nemčijo, mu zaupal Švabsko vojvodino in leta 1217 ponovno prevzel naslov kralja Sicilije. Henrikova mati je ostala regentka Sicilije do leta 1220, zdaj v imenu svojega moža. Po izumrtju švabske rodbine Zähringen leta 1219 je Henrik prejel tudi njihov naslov  rektorja Burgundije. Po izvolitvi Henrika za kralja je naziv rektorja izginil.
20. ali 26. aprila 1220 so nemški knezi, zbrani v Frankfurtu, izvolili Henrika za kralja Rimljanov. Friderik II. je pred tem nemškim knezoškofom v zameno za njihovo podporo pri sinovi izvolitvi s Confoederatio cum principibus ecclesiasticis (Sporazum s cerkvenimi knezi) podelil izredne privilegije. Glavni knezi na volitvah v Frankfurtu so bili nadškofi Mayence, Kölna, Trevesa in Magdeburga, več škofov, vojvode Bavarske in Brabanta, deželni grof Turingije, mejni grofi  Namurja in Badna, grofi Nizozemske in Clevesa ter člani Friderikovega dvora.  Izvolitev je bila pogojena s Friderikovo izpolnitvijo njegove križarske obljube iz leta 1215, ker so z njo razjasnili vprašanje nasledstva v primeru cesarjeve smrti v križarski vojni. Papež Honorij III. izvolitve ni priznal in Henriku odvzel tudi pravice nad Sicilslim kraljestvom, ker je, tako kot njegov predhodnik,  želel preprečiti združitev obeh držav. Izvolitvi so že na volitvah nasprotovali tudi številni nemški knezi.
Po Friderikovi vrnitvi v Italijo leta 1220 je bil Henrik postavljen pod okrilje kölnskega nadškofa Engelberta I., Po Engelbertovi smrti leta 1225 je skrbništvo prevzel vojvoda Ludvik I. Bavarski. Za mladega kralja so skrbeli večinoma cesarski ministri, kot je bil Konrad  Winterstettnski. Delovali so tudi kot upravitelji njegovega švabskega vojvodstva. Henrikova zaroka s češko princeso Nežo, hčerko kralja Otokarja I., je bila odpovedana.
Henrik se je 29. novembra 1225 na očetovo zahtevo v Nürnbergu poročil m Margareto Babenberško, hčerko vojvode  Leopolda VI. Avstrijskega, ki je bila sedem let starejša od njega. Šestnajst  mesecev kasneje je bila 23. marca 1227 v Aachenu kronana za nemško kraljico. V zakonu sta bila rojena sinova Henrik in Friderik, ki sta oba že v mladosti umrla.
Zdi se, da je bil Henrik živahen, kulturen vladar in je imel na svojem dvoru veliko minnesingerjev. Možno je, da je sam napisal nekaj minneliederjev (dvorna ljubezenska poezija). Bil je fizično močan, čeprav šepav, in visok približno 166 cm.

## Upor proti očetu
Henrik se je leta 1228 sprl z bavarskim vojvodom Ludvikom, osumljenim zarote s papežem Gregorjem IX. proti cesarju Frideriku II. Okoli Božiča tistega leta je Henrik postal samostojen vladar in Ludvika prisilil k pokornosti in se nato obrnil proti strasburškemu škofu. Nemški knezi, jezni zaradi njegove mestom prijazne politike, so ga uspeli prisiliti, da je 1. maja 1231 v Wormsu  izdal Statutum in favorem principum (Odlok v korist knezom), usmerjen proti mestom, in s svojimi pritožbami obrnili Friderika II. proti njegovemu sinu. Cesar je bil v svoji italijanski politiki proti papeštvu odvisen od podpore nemških knezov. Nesoglasja med očetom in sinom je povečela  tudi  Friderikova odprava več predpisov, ki jih je Henrik objavil  v času svoje mladoletnosti, da bi zmanjšal očetovo  avtoriteto, in na drugi strani povišanje švabskega grofa Egena V. Uraškega, zagrizenega sovražnika cesarja, na položaj najpomembnejšega Henrikovega svetovalca.
Leta 1232 se je Friderik spravil s papežem, potrdil Statut in Henrika prisilil, da mu je v Čedadu prisegel zvestobo.  Henrik je istega leta obnovil zvezo med Hohenstaufni in francosko kraljevo dinastijo Kapetingov. Naslednje leto se je sprl z  Wittelsbachi in podredil Otona II. Pfalškega, sina vojvode Ludvika Bavarskega. Friderik II. je v strahu pred nezadovoljstvom nemških knezov zahteval izpustitev vseh talcev. Leta 1233/34 je Henrik ponovno razjezil svojega očeta, ko je posredoval proti nekaterim inkvizicijskim ukrepom, zlasti proti križarski vojni nadškofa Bremena proti uporniškim kmetom v Stedingenu. Papež Gregor IX., ki je odobril križarsko vojno, je Henrika izobčil. Cesar Friderik je svojega sina 5. julija 1234 odstavil in napovedal svojo vrnitev v Nemčijo.
Henrik se je temu uprl in septembra sklenil zavezništvo z več nemškimi škofi in švabskimi plemiči, pogajanja s francoskim kraljem Ludvikom IX. in Lombardsko zvezo pa so propadla. Knezi so bili zadržani, medtem ko so se Henrikove sile zataknile v bojih z gospodom Hohenlohejem, mejnim grofom Hermanom V. Badenskim in mestom Worms. Ko je cesar Friderik vstopil v Nemčijo, je kmalu pridobil veliko privržencev.  Sprti strani sta se srečai v Švabski. Henrika je zapustila večina njegovih privržencev in je bil 2. julija 1235 na gradu Wimpfen prisiljen podrediti se svojemu očetu. Friderik II. in knezi so Henriku sodili 4. julija 1235 v Wormsu in ga vrgli s prestola. Njegovi sinovi so bili skupaj z njim prikrajšani za nasledstvo. Henrikovo mesto švabskega vojvode je zasedel njegov mlajši brat Konrad, ki je bil kasneje izvoljen za cesarja Svetega rimskega cesarstva kot Konrad IV.
Henrikovi zavezniki so bili večinoma pomiloščeni. Na oslabitev kraljeve oblasti, ki je nastala zaradi njegovega spora s sinom, se je Friderik II. odzval med drugim z zborom v Mainzu 25. avgusta 1235, na katerem je bil prvič sprejet zakon o javnem miru (Landfriedensgesetz) in temeljitem reformiranju regalij.

## Zapor in smrt
Henrik je bil zaprt v več  krajih, najprej v Heidelbergu in gradu Alerheim, kasneje v Apuliji in v Rocca San Felice v Kampaniji. Njegovo osamitev je morda bolj narekovalo njegovo zdravje kot njegov upor. Analiza njegovega okostja v letih 1998–1999 je namreč pokazala, da je v zadnjih letih bolehal za napredovalo gobavostjo. Bolezen je bila morda pravi vzrok, da mu cesar ni odpustil.
Verjetno 12. februarja (po drugih virih 10. februarja) 1242 je Henrik po padcu s konja umrl blizu Martirana v Kalabriji.  Nekateri kronisti poročajo, da je šlo za poskus samomora. Oče ga je dal pokopati s kraljevimi častmi v stolnici v Cosenzi, v antičnem rimskem sarkofagu.
Edini preživeli Henrikov sin Friderik je v oporoki svojega starega očeta Friderika II. dobil  vojvodino Avstrijo, mejno grofijo Štajersko in 10.000 uncij. Njegovo smrt leta 1251 je zabeležil Matej Paris, ki je trdil, da sta bila on in njegov starejši brat zastrupljena (veneno interfecit).
Med vladarji Svetega rimskega cesarstva je Henrik oštevilčen le v oklepaju (VII.), saj ni bil samostojen vladar. Herika se ne sme zamenjavati s kasnejšim cesarjem Henrikom VII. Luksemburškim, ki je cesarstvu dejansko vladal od leta 1308. Več zgodovinarjev, ki ga je omalovaževalo z vzdevkom "Henrik v oklepajih", je v zadnjih letih začelo bolj pozitivno gledati na njegovo politiko.

## Predniki
|  |                                     |  |  |  |  |  |  |  |  |  |  |  |  |  |  |  |
|  | 8. Friderik I.                      |  |  |  |  |  |  |  |  |  |  |  |  |  |  |  |
|  |                                     |  |  |  |  |  |  |  |  |  |  |  |  |  |  |  |
|  |                                     |  |  |  |  |  |  |  |  |  |  |  |  |  |  |  |
|  | 4. Henrik VI.                       |  |  |  |  |  |  |  |  |  |  |  |  |  |  |  |
|  |                                     |  |  |  |  |  |  |  |  |  |  |  |  |  |  |  |
|  |                                     |  |  |  |  |  |  |  |  |  |  |  |  |  |  |  |
|  | 9. Beatrika I. Burgundska           |  |  |  |  |  |  |  |  |  |  |  |  |  |  |  |
|  |                                     |  |  |  |  |  |  |  |  |  |  |  |  |  |  |  |
|  |                                     |  |  |  |  |  |  |  |  |  |  |  |  |  |  |  |
|  | 2. Friderik II.                     |  |  |  |  |  |  |  |  |  |  |  |  |  |  |  |
|  |                                     |  |  |  |  |  |  |  |  |  |  |  |  |  |  |  |
|  |                                     |  |  |  |  |  |  |  |  |  |  |  |  |  |  |  |
|  | 10. Rogerij II. Sicilski            |  |  |  |  |  |  |  |  |  |  |  |  |  |  |  |
|  |                                     |  |  |  |  |  |  |  |  |  |  |  |  |  |  |  |
|  |                                     |  |  |  |  |  |  |  |  |  |  |  |  |  |  |  |
|  | 5. Konstanca Sicilska               |  |  |  |  |  |  |  |  |  |  |  |  |  |  |  |
|  |                                     |  |  |  |  |  |  |  |  |  |  |  |  |  |  |  |
|  |                                     |  |  |  |  |  |  |  |  |  |  |  |  |  |  |  |
|  | 11. Beatrika Rethelska              |  |  |  |  |  |  |  |  |  |  |  |  |  |  |  |
|  |                                     |  |  |  |  |  |  |  |  |  |  |  |  |  |  |  |
|  |                                     |  |  |  |  |  |  |  |  |  |  |  |  |  |  |  |
|  | 1. Henrik (VII.) Nemški             |  |  |  |  |  |  |  |  |  |  |  |  |  |  |  |
|  |                                     |  |  |  |  |  |  |  |  |  |  |  |  |  |  |  |
|  |                                     |  |  |  |  |  |  |  |  |  |  |  |  |  |  |  |
|  | 12. Ramon Berenguer IV. Barcelonski |  |  |  |  |  |  |  |  |  |  |  |  |  |  |  |
|  |                                     |  |  |  |  |  |  |  |  |  |  |  |  |  |  |  |
|  |                                     |  |  |  |  |  |  |  |  |  |  |  |  |  |  |  |
|  | 6. Alfonz II. Aragonski             |  |  |  |  |  |  |  |  |  |  |  |  |  |  |  |
|  |                                     |  |  |  |  |  |  |  |  |  |  |  |  |  |  |  |
|  |                                     |  |  |  |  |  |  |  |  |  |  |  |  |  |  |  |
|  | 13. Petronila Aragonska             |  |  |  |  |  |  |  |  |  |  |  |  |  |  |  |
|  |                                     |  |  |  |  |  |  |  |  |  |  |  |  |  |  |  |
|  |                                     |  |  |  |  |  |  |  |  |  |  |  |  |  |  |  |
|  | 3. Konstanca Aragonska              |  |  |  |  |  |  |  |  |  |  |  |  |  |  |  |
|  |                                     |  |  |  |  |  |  |  |  |  |  |  |  |  |  |  |
|  |                                     |  |  |  |  |  |  |  |  |  |  |  |  |  |  |  |
|  | 14. Alfonz VII. Kastiljski          |  |  |  |  |  |  |  |  |  |  |  |  |  |  |  |
|  |                                     |  |  |  |  |  |  |  |  |  |  |  |  |  |  |  |
|  |                                     |  |  |  |  |  |  |  |  |  |  |  |  |  |  |  |
|  | 7. Sanča Kastiljska                 |  |  |  |  |  |  |  |  |  |  |  |  |  |  |  |
|  |                                     |  |  |  |  |  |  |  |  |  |  |  |  |  |  |  |
|  |                                     |  |  |  |  |  |  |  |  |  |  |  |  |  |  |  |
|  | 15. Richeza Poljska                 |  |  |  |  |  |  |  |  |  |  |  |  |  |  |  |
|  |                                     |  |  |  |  |  |  |  |  |  |  |  |  |  |  |  |
|  |                                     |  |  |  |  |  |  |  |  |  |  |  |  |  |  |  |